# Monopsis stellarioides
Monopsis stellarioides är en klockväxtart som först beskrevs av Karel Presl, och fick sitt nu gällande namn av Ignatz Urban. Monopsis stellarioides ingår i släktet Monopsis och familjen klockväxter.

## Underarter
Arten delas in i följande underarter:
- M. s. schimperana
- M. s. stellarioides